# Élections municipales de 1982 à Montréal
Les élections municipales de 1982 à Montréal se déroulent le 14 novembre 1982. Le maire sortant, Jean Drapeau, déjà en poste depuis 1960, est réélu pour un mandat de quatre ans. Son principal opposant est le futur maire Jean Doré.
Avec l'annexion de la municipalité de Pointe-aux-Trembles en 1982, trois nouveaux districts sont créés.

## Résultats

### Mairie
| Partis                             | Partis                             | Candidats                          | Vote    | %      |
| ---------------------------------- | ---------------------------------- | ---------------------------------- | ------- | ------ |
|                                    | Parti civique                      | Jean Drapeau (sortant)             | 174 306 | 48,10  |
|                                    | Rassemblement des citoyens         | Jean Doré                          | 129 706 | 35,79  |
|                                    | Groupe d'action municipale (en)    | Henri-Paul Vignola                 | 54 890  | 15,15  |
|                                    | Indépendant                        | Gilles Gervais                     | 1 397   | 0,39   |
|                                    | Indépendant                        | Patricia Métivier                  | 1 222   | 0,34   |
|                                    | Indépendant                        | Katy Le Rougetel                   | 892     | 0,25   |
|                                    |                                    |                                    |         |        |
| Votes valides                      | Votes valides                      | Votes valides                      | 362 413 | 95,68  |
| Bulletins rejetés                  | Bulletins rejetés                  | Bulletins rejetés                  | 16 339  | 4,32   |
| Votes exprimés                     | Votes exprimés                     | Votes exprimés                     | 378 552 | 100,00 |
| Abstention                         | Abstention                         | Abstention                         | 327 743 | 46,40  |
| Électeurs inscrits / Participation | Électeurs inscrits / Participation | Électeurs inscrits / Participation | 706 295 | 53,60  |

### Conseil municipal
|         |          |
| 40 / 57 | (70,2 %) |
|         |          |

|         |          |
| 14 / 57 | (24,6 %) |
|         |          |

|        |         |
| 3 / 57 | (5,3 %) |
|        |         |

## Sources bibliographiques
- (en) Cet article est partiellement ou en totalité issu de l’article de Wikipédia en anglais intitulé « Montreal municipal election, 1982 » (voir la liste des auteurs).